# جوزيف أنتوني غالانت
جوزيف أنتوني غالانت (بالإنجليزية: Joseph Anthony Galante)‏ هو كاهن كاثوليكي أمريكي، ولد في 2 يوليو 1938 في فيلادلفيا في الولايات المتحدة، وتوفي في 25 مايو 2019 في سومرز بوينت في الولايات المتحدة.